# Jahir Pérez
Pour les articles homonymes, voir Pérez.
Pérez  Muñoz est un nom espagnol. Le premier nom de famille, en général paternel, est Pérez ; le second, en général maternel, souvent omis, est Muñoz.
Wilmar Jahir Pérez Muñoz (né le 8 novembre 1986 à Turmequé) est un coureur cycliste colombien.

## Biographie
Pour la saison 2017, Jahir Pérez signe avec l'équipe continentale Sapura, dont le siège est à Kuala Lumpur. Son programme de l'année passe par le Tour de Langkawi et le Tour de Taïwan mais subira une longue interruption en raison des conditions climatiques. Il la mettra à profit pour rentrer en Colombie mais ne pourra participer à son Tour national. Il pense courir quelques courses sur route et en VTT. Pérez est un bon grimpeur, qui a notamment remporté, en 2013, la Vuelta a Boyacá, épreuve importante du calendrier national colombien. Cette année-là, il termine dans les dix premiers, aussi bien, le Tour de Colombie que le Clásico RCN, mais il est aussi contrôlé positif à la bétaméthasone, lors de cette dernière compétition. Il a débuté dans le cyclisme par le VTT, où il réalise encore des résultats significatifs. L'année 2016 le voit participer au Tour du lac Qinghai. Deux deuxième places aux arrivées d'étape, une onzième place finale, qui lui rapportent 50 points au classement de l'UCI Asia Tour 2016, le font connaitre sur ce continent et trouver un contrat avec la formation malaisienne.

## Palmarès
- 2010
  - 3e étape de la Vuelta al Tolima
  - 3e étape de la Clásica de Girardot
  - 3e de la Clásica de Girardot
  - 3e du Tour du Chiapas
- 2012
  - 6e étape du Clásico RCN
- 2013
  - Vuelta a Boyacá :
    - Classement général
    - 1re étape

  - 7e étape du Clásico RCN
- 2015
  - 7e étape du Tour du Guatemala
  - 2e du Tour du Guatemala
- 2017
  - 3e étape du Tour du Lombok
  - 4e étape du Jelajah Malaysia
- 2018
  - 3e du Tour de Lombok
- 2022
  - 3e étape du Tour du Guatemala
  - 2e du Tour du Guatemala

## Classements mondiaux
| Année                                 | 2011 | 2012 | 2013 | 2014 | 2015 | 2016  | 2017  | 2018  | 2019  | 2020 | 2021 | 2022  | 2023  |
| ------------------------------------- | ---- | ---- | ---- | ---- | ---- | ----- | ----- | ----- | ----- | ---- | ---- | ----- | ----- |
| Classement mondial                    |      |      |      |      |      | 1037e | 1300e | 1249e | 2551e | nc   | nc   | 1684e | 1223e |
| UCI Europe Tour                       | nc   | nc   | nc   | nc   | nc   | nc    | 1490e | nc    |       |      |      |       |       |
| UCI Asia Tour                         | nc   | nc   | nc   | nc   | nc   | 159e  | 235e  | 188e  |       |      |      |       |       |
| UCI America Tour                      | 260e | nc   | 223e | nc   | 62e  | nc    | nc    | nc    | 413e  | nc   | nc   | 258e  | nc    |
|                                       |      |      |      |      |      |       |       |       |       |      |      |       |       |
| Légende : nc = non classéSource : UCI |      |      |      |      |      |       |       |       |       |      |      |       |       |